# Колледж и семинария Святых Апостолов
Колледж и семинария Святых Апостолов (англ. Holy Apostles College and Seminary) – католический колледж в городе Кромвель (в 21 км к югу от Хартфорда), в штате Коннектикут, США.

## История
Основан в 1956 году. С 1972 года в колледже ведётся подготовка по бакалаврским образовательным программам, с 1978 года по магистерским программам.

## Совет директоров
Все три католических иерарха штата Коннектикут участвуют в управлении колледжем. Епископ Нориджский возглавляет Совет директоров колледжа, архиепископ Хартфордский и епископ Бриджпортский являются членами совета.